# Bombarda (arma)

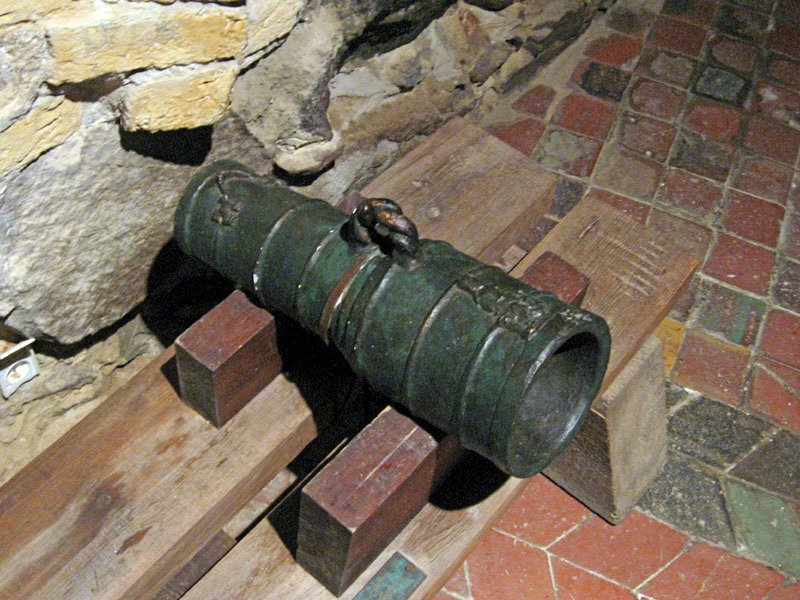
Exemplar de uma bombarda do início do século XV

Bombarda é a designação coletiva das primeiras armas de fogo, que começaram a ser usadas entre o final do século XIII e o início do XIV (logo após a descoberta da pólvora pelos europeus), e é também o nome de uma peça de artilharia de tiro parabólico, de cano curto inicialmente construída com hastes de ferro forjado dispostas como aduelas e depois soldadas e reforçadas com aros de ferro que davam a forma cilíndrica ao soldar as bordas. Posteriormente passaram a ser fundidas em ferro e depois em bronze e outras ligas metálicas. Pode-se dizer que a bombarda foi a precursora do canhão e do morteiro.

## Histórico

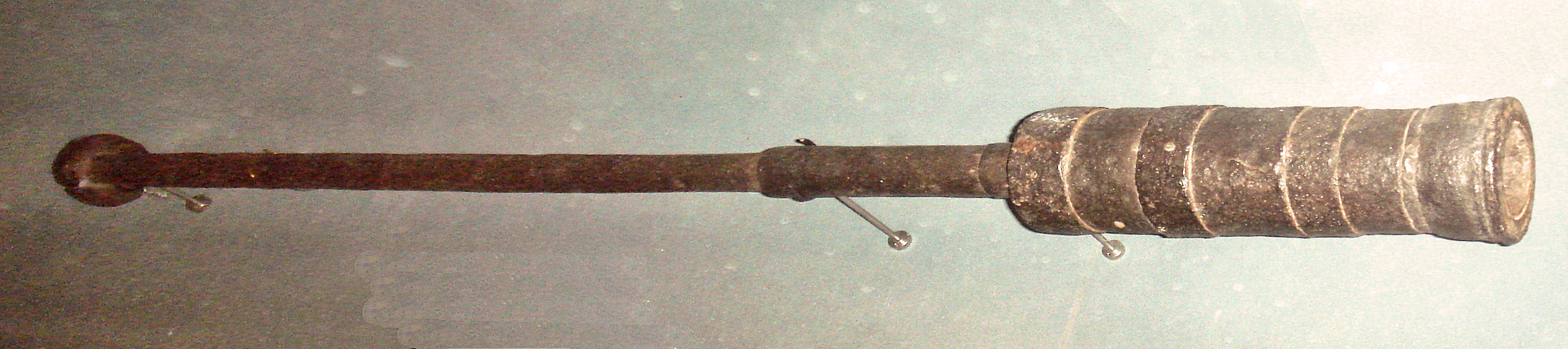
Bombarda de mão, antecessora das modernas armas de fogo portáveis.

A primeira vez que a palavra bombarda é encontrada em documentos italianos é em uma crônica de Brescia do ano 1311 por Bartolomeo da Ferrara e Giovanni Villani no artigo (Muratori, Rer. Ital. Script., XXIV, col. 722) usou a palavra bombarda referindo-se as armas de fogo que os ingleses colocaram em campo pela primeira vez na batalha de Crécy em 1346. Outras menções ocorreram, notadamente a "Cronica" de Graziani de 1364.

## Projeto e utilização

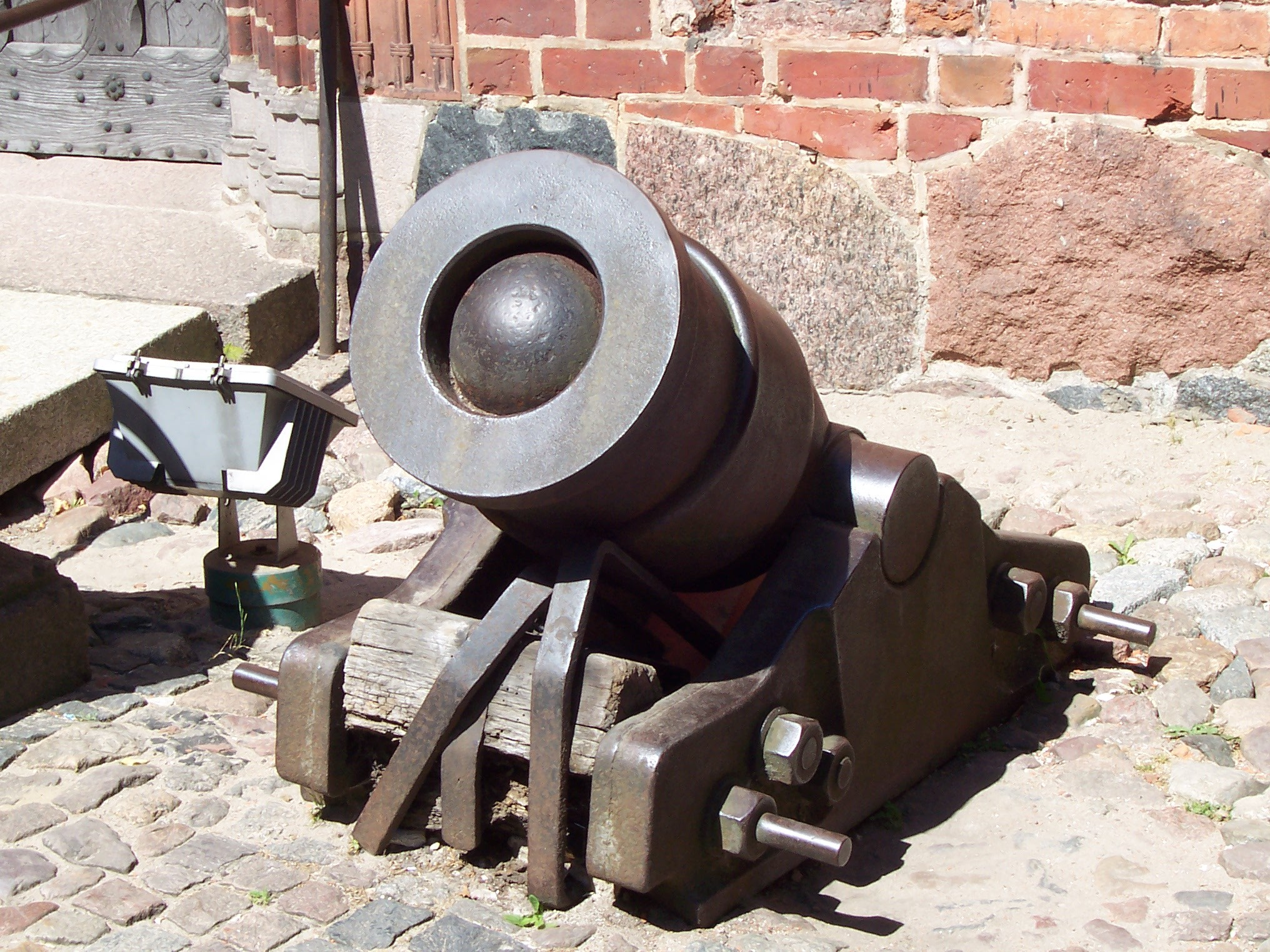
Um exemplar de bombarda no Ordensburg Marienburg.

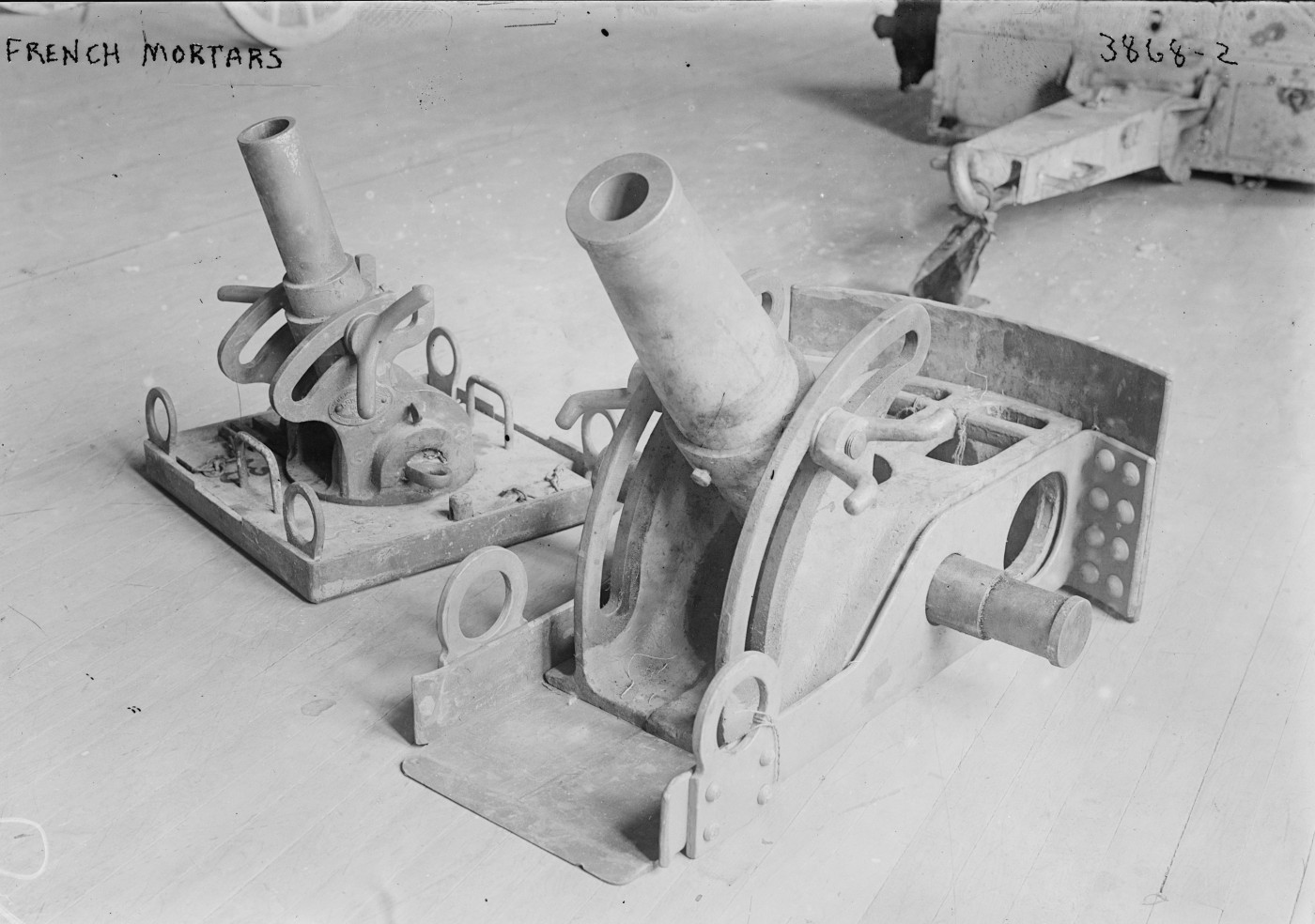
Dois modelos de bombardas usadas na Primeira Guerra Mundial.

A designação bombarda, que originalmente identificava um conjunto de armas, passou a ser associada a um tipo específico de arma de artilharia. As bombardas foram as primeiras armas de fogo, tanto as bombardas portáveis de 1365 quanto as bombardas de artilharia pesada, tinham o mesmo tipo de construção, mudando apenas a escala. A "munição", que no início chegou a ser flechas de ferro, logo passaram a ser bolas de chumbo, estanho ou bronze para armas menores e pedras para armas maiores.
Ao longo do tempo, a construção das bombardas evoluiu, e ela chegou a ser subdividida em partes para facilitar o transporte. Essas partes eram rosqueadas e/ou aparafusadas umas nas outras. As bombardas de menor porte eram transportadas nos ombros, e as maiores, passaram a ser transportadas por carroças. As bombardas portáteis eram de antecarga (carregadas pelo cano), enquanto as de grande porte eram de retrocarga (carregadas pela culatra). As bombardas portáveis deveriam ser utilizadas e transportadas por um só combatente; porém, assim como o arcabuz, não se podia mirar para baixo (pois a munição rolava para fora da arma), e serviram de inspiração para o surgimento do arcabuz no início do século XV, cujo mecanismo de ignição estava mais próximo ao de uma espingarda moderna que ao de um canhão.[carece de fontes?]
A pólvora geralmente usada, tinha a fórmula 4:1:1 (salitre:enxofre:carvão); mais tarde, uma pólvora mais potente passou a ser usada (6:1:1) e um gancho de ferro incandescente era usado como "gatilho", o que tornou necessário manter um fogão com brasas perto das bombardas; mas esse inconveniente grave foi posteriormente eliminado com a adoção do rastilho. Ainda assim, o processo de carregamento das bombardas de grande porte era bastante complicado.
As bombardas atingiram dimensões enormes, ao ponto de em 1478 existir uma com um cano de 14.000 libras e um peso total de 25.000 libras (8.435 kg.), e disparava artefatos de pedra de cerca de 375 libras (170 kg.). Daí por diante as bombardas precisaram ser fixadas em bases sólidas. Durante a Primeira Guerra Mundial, o uso das bombardas evoluiu e se expandiu por todos os exércitos beligerantes. Ao final desse processo, as bombardas haviam se tornado armas de infantaria transportadas em carroças.